# Istocheta
Istocheta – rodzaj muchówek z rodziny rączycowatych (Tachinidae).

## Wybrane gatunki
- I. aldrichi (Mesnil, 1953)[2]
- I. altaica (Borisova-Zinovjeva, 1963)
- I. bicolor (Villeneuve, 1937)
- I. brevichirta Chao & Zhou, 1998
- I. brevinychia Chao & Zhou, 1993
- I. cinerea (Macquart, 1850)
- I. cinerea Macquart, 1850[1]
- I. graciliseta Chao & Zhou, 1993
- I. grossa (Chao, 1982)
- I. hemichaeta (Brauer & von Bergenstamm, 1889)
- I. leishanica Chao & Sun, 1993
- I. longicauda Liang & Chao, 1995
- I. longicornis (Fallén, 1810)
- I. ludingensis Chao & Zhou, 1993
- I. luteipes (Mesnil, 1953)
- I. nigripedalis Yang & Chao, 1990
- I. nyalamensis Liang & Chao, 1995
- I. nyctia (Borisova-Zinovjeva, 1964)
- I. polyphyllae (Villeneuve, 1917)
- I. rufipes (Villeneuve, 1937)
- I. shanxiensis (Chao & Liu, 1986)
- I. subcinerea (Borisova-Zinoveva, 1966)
- I. sublutescens Herting, 1975
- I. subrufipes (Borisova-Zinovjeva, 1964)
- I. torrida (Richter, 1976)
- I. tricaudata Yang & Chao, 1990
- I. zimini Borisova-Zinovjeva, 1964